# Nucșoara
Nucșoara est une commune roumaine située dans le județ d'Argeș.